# Catocala atlantica
Catocala atlantica är en fjärilsart som beskrevs av Le Cerf 1932. Catocala atlantica ingår i släktet Catocala och familjen nattflyn. Inga underarter finns listade i Catalogue of Life.